# Джо Фрейзър
Джо Фрейзър (на английски: Joe Frazier; 12 януари 1944, Бюфорт, Южна Каролина, САЩ) е американски професионален боксьор, световен шампион в тежка категория (1970 – 1973), олимпийски шампион от Летните олимпийски игри в Токио, 1964 г.
Фрейзър има боксов стил, който е изграден на базата на постоянния натиск срещу противника, притискане до въжетата и мощното пробиване. Най-известното оръжие на Фрейзър е неговото славно ляво кроше.

## Кратка биография

### Ранна професионална кариера
Джо Фрейзър е роден на 12 януари 1944 година, в малкото градче Бюфорт, щата Южна Каролина. Като младеж започва да тренира бокс, като с годините се превръща в един от най-добрите американски боксьори-аматьори в тежка категория.
Въпреки че има отлични резултати, Фрейзър не успява да получи място в националния боксов тим на САЩ, за Олимпийските игри в Токио 1964 година. Получава повиквателна да се присъедини към този тим, когато става ясно, че боксьора Бъстър Матис е получил лошо нараняване на ръката и ще пропусне олимпиадата.
След като спечелва златен олимпийски медал в тежка категория, побеждавайки на финала германския боксьор Ханс Хубер, треньора му Янк Дърам заедно с група от местни бизнесмени, инвестират в развитието на кариерата му като професионалист, и започват пълно обучение и интензивни тренировки на бъдещия шампион. Дърам остава главен треньор и мениджър на Фрейзър, докато Дърам е застигнат от смъртта, през август 1973 година.
Фрейзър започва своята професионална кариера през 1965 година, побеждавайки в първия си мач Уди Гус с нокаут в първия рунд. През същата година Фрейзър спечелва още три мача, всички с нокаут, като никой от тях не продължава повече от три рунда.
През 1966 година Дърам предлага договор на Еди Фъч – един от най-уважаваните треньори по бокс, който да стане треньор на изгряващата звезда. Малко по-късно Фрейзър е изпратен в Лос Анджелис, където да премине обучение, преди Фъч да реши, дали да се присъедини към екипа на Дърам, като помощник-треньор. Със съдействието на Дърам, Фрейзър излиза в Лос Анджелис срещу Ал Джоунс, ветеранът-претендент Еди Мейхън, и Джордж „Скрапа“ Джонсън. Фрейзър нокаутира Джоунс и Мейхън, а срещу Джонсън спечелва с единодушно съдийско решение в 10 рундов мач.
Финч дава идеята Фрейзър да бойкотира през 1967 година турнир с елиминации, организиран от WBA за световната титла в тежка категория, който да определи кой е най-достоен да притежава овакантената от Мохамед Али титла (титлата на Али му е отнета, след като отказва да се присъедини към Армията на САЩ, по време на Войната във Виетнам), въпреки че Фрейзър е най-високо класираният претендент по това време.
Въпреки това, Фъч се оказва безценен за Фрейзър като помощник-треньор, като помага за премени в стила му на ринга. Под неговото настойничество, Фрейзър приема наложения му от него отбранителен стил „клатене и провиране“ (на английски език – bob-and-weave), правейки го по-трудна мишена за ударите на по-високите опоненти, а също така дава на Фрейзър повече мощ на собствените му юмруци.

## Професионални срещи
| #      | Рекорд     | Опонент          | Тип | Рунд | Време | Дата       | Място                    | Бележка                                   |
| Равен  | 32 – 4 – 1 | Флойд Къмингс    | MD  | 10   |       | 1981-12-03 | Чикаго, Илинойс          |                                           |
| Губи   | 32 – 4     | Джордж Форман    | TKO | 5    | 2:26  | 1976-06-15 | Юниъндейл, Ню Йорк       | За NABF титла в тежка                     |
| Губи   | 32 – 3     | Мохамед Али      | TKO | 14   | 0:00  | 1975-10-01 | Куезон сити, Филипини    | За WBC и WBA титла в тежка                |
| Печели | 32 – 2     | Джими Елис       | TKO | 9    | 0:59  | 1975-03-02 | Мелбърн, Австралия       |                                           |
| Печели | 31 – 2     | Джери Куари      | TKO | 5    |       | 1974-06-17 | Ню Йорк, Ню Йорк         |                                           |
| Губи   | 30 – 2     | Мохамед Али      | UD  | 12   |       | 1974-01-28 | Ню Йорк, Ню Йорк         | За NABF титла в тежка                     |
| Печели | 30 – 1     | Джо Бъгнър       | PTS | 12   |       | 1973-07-02 | Лондон, Англия           |                                           |
| Губи   | 29 – 1     | Джордж Форман    | TKO | 2    | 2:26  | 1973-01-22 | Кингстън, Ямайка         | Губи WBC и WBA титла в тежка              |
| Печели | 29 – 0     | Рон Стендър      | TKO | 5    |       | 1972-05-25 | Омаха, Небраска          | Защитава WBC и WBA титла в тежка          |
| Печели | 28 – 0     | Тери Даниелс     | TKO | 4    |       | 1972-01-15 | Ню Орлиънс, Луизиана     | Защитава WBC и WBA титла в тежка          |
| Печели | 27 – 0     | Мохамед Али      | UD  | 15   |       | 1971-03-08 | Ню Йорк, Ню Йорк         | Защитава WBC и WBA титла в тежка          |
| Печели | 26 – 0     | Боб Фостър       | KO  | 2    | 0:49  | 1970-11-18 | Детройт, Мичиган         | Защитава WBC и WBA титла в тежка          |
| Печели | 25 – 0     | Джими Елис       | TKO | 5    |       | 1970-02-16 | Ню Йорк, Ню Йорк         | Печели вакантната WBC и WBA титла в тежка |
| Печели | 24 – 0     | Джери Куари      | TKO | 7    | 3:00  | 1969-06-23 | Ню Йорк, Ню Йорк         |                                           |
| Печели | 23 – 0     | Дейв Зиглевич    | KO  | 1    |       | 1969-04-22 | Хюстън, Тексас           |                                           |
| Печели | 22 – 0     | Оскар Бонавена   | UD  | 15   |       | 1968-12-10 | Филаделфия, Пенсилвания  |                                           |
| Печели | 21 – 0     | Мануел Рамос     | TKO | 2    |       | 1968-06-24 | Ню Йорк, Ню Йорк         |                                           |
| Печели | 20 – 0     | Бъстър Матис     | TKO | 11   | 2:33  | 1968-03-04 | Ню Йорк, Ню Йорк         | Печели вакантната NYSAC титла в тежка     |
| Печели | 19 – 0     | Мерион Конър     | TKO | 3    | 1:40  | 1967-12-18 | Бостън, Масачузетс       |                                           |
| Печели | 18 – 0     | Тони Дойл        | TKO | 2    | 1:04  | 1967-10-17 | Филаделфия, Пенсилвания  |                                           |
| Печели | 17 – 0     | Джордж Чувало    | TKO | 4    | 0:16  | 1967-07-19 | Ню Йорк, Ню Йорк         |                                           |
| Печели | 16 – 0     | Джоедж Джонсън   | UD  | 10   |       | 1967-05-04 | Лос Анджелис, Калифорния |                                           |
| Печели | 15 – 0     | Джеферсън Дейвис | KO  | 5    |       | 1967-04-11 | Маями, Флорида           |                                           |
| Печели | 14 – 0     | Дъг Джонс        | KO  | 6    | 2:21  | 1967-02-21 | Филаделфия, Пенсилвания  |                                           |
| Печели | 13 – 0     | Еди Махен        | TKO | 10   | 0:22  | 1966-11-21 | Лос Анджелис, Калифорния |                                           |
| Печели | 12 – 0     | Оскар Бонавена   | SD  | 10   |       | 1966-09-21 | Ню Йорк, Ню Йорк         |                                           |
| Печели | 11 – 0     | Били Даниелс     | TKO | 6    | 3:00  | 1966-07-25 | Филаделфия, Пенсилвания  |                                           |
| Печели | 10 – 0     | Алфред Джонс     | KO  | 1    | 2:33  | 1966-05-26 | Лос Анджелис, Калифорния |                                           |
| Печели | 9 – 0      | Чък Лесли        | KO  | 3    | 2:47  | 1966-05-19 | Лос Анджелис, Калифорния |                                           |
| Печели | 8 – 0      | Дон Смит         | KO  | 3    | 1:09  | 1966-04-28 | Питсбърг, Пенсилвания    |                                           |
| Печели | 7 – 0      | Чарли Полит      | TKO | 2    | 0:55  | 1966-04-04 | Филаделфия, Пенсилвания  |                                           |
| Печели | 6 – 0      | Дик Уипърман     | TKO | 5    | 2:58  | 1966-03-04 | Ню Йорк, Ню Йорк         |                                           |
| Печели | 5 – 0      | Мел Търнбоу      | KO  | 1    | 1:41  | 1966-01-17 | Филаделфия, Пенсилвания  |                                           |
| Печели | 4 – 0      | Абе Дейвис       | KO  | 1    | 2:38  | 1965-11-11 | Филаделфия, Пенсилвания  |                                           |
| Печели | 3 – 0      | Рей Стейпълс     | KO  | 2    |       | 1965-09-28 | Филаделфия, Пенсилвания  |                                           |
| Печели | 2 – 0      | Майк Брус        | TKO | 3    |       | 1965-09-20 | Филаделфия, Пенсилвания  |                                           |
| Печели | 1 – 0      | Уди Гос          | TKO | 1    | 1:42  | 1965-08-16 | Филаделфия, Пенсилвания  |                                           |